# Nemoura gemma
Nemoura gemma är en bäcksländeart som beskrevs av Ham och Lee 1998. Nemoura gemma ingår i släktet Nemoura och familjen kryssbäcksländor. Inga underarter finns listade i Catalogue of Life.